# Ophioneurus spinosus
Ophioneurus spinosus is een vliesvleugelig insect uit de familie Trichogrammatidae. De wetenschappelijke naam is voor het eerst geldig gepubliceerd in 1951 door Kryger.